# George Grenville

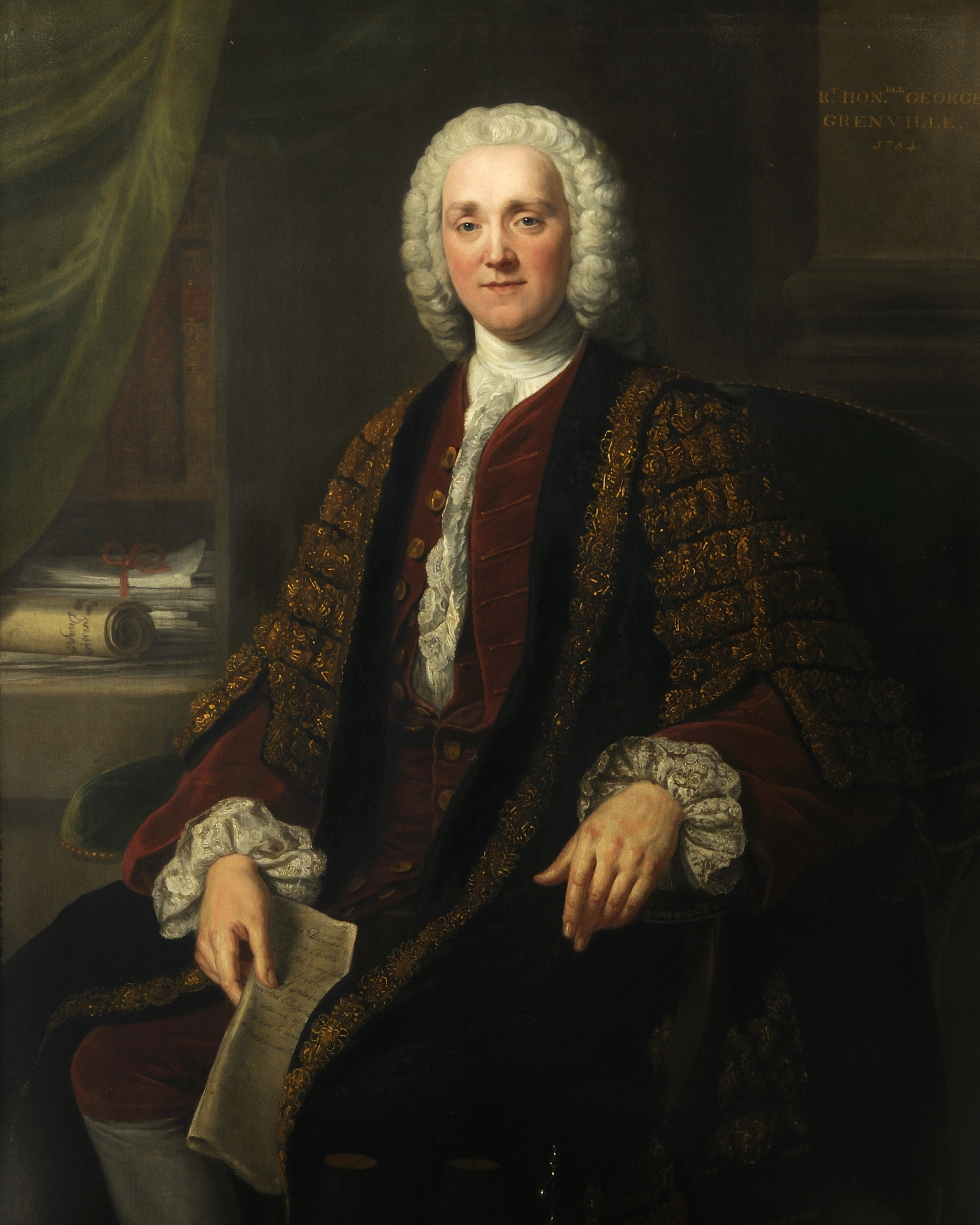
The Rt. Hon. George Grenville, 1764

George Grenville (* 14. Oktober 1712 in London; † 24. November 1770 ebenda) war ein britischer Politiker und Staatsmann.

## Leben
George Grenville war der zweite Sohn des Politikers Richard Grenville (1678–1727) und der Hester Temple (um 1690–1752), die 1749 zur Countess Temple erhoben wurde. Er erhielt seine Ausbildung in Eton und am Christ Church College der Universität Oxford. 1735 wurde er am Inner Temple als Anwalt zugelassen. Erstmals wurde er 1741 als Abgeordneter für das Borough Buckingham ins britische Unterhaus gewählt und hatte diesen Parlamentssitz bis zu seinem Tod inne.
Als Parlamentsmitglied glänzte er unter den besten Rednern der Torypartei, wurde 1744 als Nachfolger von George Montagu-Dunk Marineminister (Erster Lord der Admiralität), 1747 Lord des Schatzamtes (Lord of the Treasury), 1754 Schatzmeister der Marine (Treasurer of the Navy) und 1761 Mehrheitsführer des Unterhauses (Leader of the House of Commons).
1762 wurde er ins Privy Council aufgenommen, gehörte dem Ministerium Bute an und wurde 1763 nach Butes Rücktritt Premierminister und Schatzkanzler. In dieser Stellung setzte er 1765 die berüchtigte Stempelsteuer durch, die den ersten Widerstand der nordamerikanischen Kolonien hervorrief.
Beim König in Ungnade gefallen, musste Grenville im Juli 1765 den Whigs weichen, brachte aber noch 1770 als Führer der Opposition das Gesetz über das Verfahren bei streitigen Wahlen (Grenville act) zustande. Er starb am 24. November 1770.
Nach ihm sind unter anderem die Städte Grenville in Québec und Grenville auf Grenada benannt.

## Familie und Nachkommen
Der älteste seiner vier Brüder war Richard Grenville, 2. Earl Temple (1771–1779), Marineminister und Lordsiegelbewahrer. Seine Schwester Lady Hester Grenville war die Ehefrau des 1. Earl of Chatham, William Pitts des Älteren.
George Grenville heiratete 1749 Elizabeth Wyndham, eine Tochter von Sir William Wyndham, 3. Baronet. Ihr Bruder Charles Wyndham, 2. Earl of Egremont war 1763 unter Grenville als Premierminister Secretary of State for the Southern Department, doch er starb bereits im August des Jahres. Aus Grenvilles Ehe mit Elizabeth gingen vier Söhne und fünf Töchter hervor:
- Charlotte Grenville (um 1751–1832) ⚭ 1771 Sir Watkin Williams-Wynn, 4. Baronet;
- George Nugent-Temple-Grenville, 1. Marquess of Buckingham (1753–1813) ⚭ 1775 Mary Elizabeth Nugent, 1. Baroness Nugent, Tochter des Robert Nugent, 1. Earl Nugent;
- Thomas Grenville (1755–1846), MP, 1806–1807 Erster Lord der Admiralität;
- Elizabeth Grenville (1756–1842) ⚭ 1787 John Proby, 1. Earl of Carysfort;
- William Wyndham Grenville, 1. Baron Grenville (1759–1834), MP, 1806–1807 Premierminister, ⚭ 1792 Hon. Anne Pitt, Tochter des Thomas Pitt, 1. Baron Camelford;
- Catherine Grenville (1761–1796) ⚭ 1780 Richard Griffin, 2. Baron Braybrooke;
- Hester Grenville (vor 1767–1847) ⚭ 1782 Hugh Fortescue, 1. Earl Fortescue.

## Werke
Grenville verteidigte seine Regierung in der Schrift Considerations on the commerce and finances of England (London 1765). Seine hinterlassenen Papiere gab W. J. Smith heraus (The Grenville Papers. 4 Bände 1852–53, Nachdruck 1970).